# Calapatá
Scoperte dall'archeologo spagnolo Juan Cabré Aguilo nel 1903, le pitture rupestri del rifugio rupestre di Roca de los Moros, sulla riva sinistra del fiume Calapatá presso Cretas in Aragona, vennero studiate nel 1908 dall'abate Breuil. 
Oltre a qualche traccia di pittura rossa che permette di mettere in risalto la parte posteriore dei bovidi, il fondo del rifugio era ornato da magnifici cervi, dipinti in un rosso piatto, in uno stile naturalista che rendeva particolarmente bene le pose. Su una roccia vicina alcuni animali dipinti di nero e due cervi in parte sovrapposti appartengono al medesimo stile, che l'abate Breuil paragonava a quello degli animali del Portel.